# The Covering
The Covering è l'ottavo album in studio della band christian metal statunitense Stryper, pubblicato il 21 febbraio 2011.

## Tracce
1. Set Me Free (Scott) 3:45 (Cover degli Sweet)
2. Blackout (Schenker, Meine, Rarebell, Kittelsen) 3:57 (Cover degli Scorpions)
3. Heaven and Hell (Dio, Iommi, Butler, Ward) 6:11 (Cover dei Black Sabbath)
4. Lights Out (Schenker, Mogg, Parker, Way) 3:44 (Cover degli UFO)
5. Carry On Wayward Son (Livgren) 5:15 (Cover dei Kansas)
6. Highway Star (Gillan, Blackmore, Lord, Glover, Paice) 5:44 (Cover dei Deep Purple)
7. Shout It Out Loud (Simmons, Stanley, Ezrin) 3:14 (Cover dei Kiss)
8. Over the Mountain (Osbourne, Rhoads, Daisley, Kerslake) 4:20 (Cover di Ozzy Osbourne)
9. The Trooper (Harris) 3:52 (Cover degli Iron Maiden)
10. Breaking the Law (Tipton, Halford, Downing) 3:01 (Cover dei Judas Priest)
11. On Fire (Van Halen, Lee Roth, Van Halen, Anthony) 3:07 (Cover dei Van Halen)
12. Immigrant Song (Page, Plant) 2:17 (Cover dei Led Zeppelin)
13. God (Sweet, Sweet, Fox, Gaines) 4:54

## Formazione
- Michael Sweet - chitarra, voce
- Oz Fox - chitarra
- Tim Gaines - basso
- Robert Sweet - batteria